# Zuckervogel
Der Zuckervogel (Coereba flaveola) oder Bananaquit ist ein Sperlingsvogel (Passeriformes) aus der Familie der Tangaren (Thraupidae).

## Verbreitung
Die Vögel leben im tropischen Süd- und Mittelamerika, vom nördlichen Argentinien bis zum südlichen Mexiko und auf den Inseln der Karibik. Einige verirrte Tiere kamen auch bis Florida. Sie leben in feuchten Wäldern, Parks und Gärten.

## Merkmale
Zuckervögel erreichen eine Länge von 10–12 Zentimetern. Wobei die auf der Dominikanischen Republik vorkommende Unterart Coereba flaveola bananivora mit 10 Zentimetern der kleinste ist. Oberseits sind sie dunkelgrau mit einer schwarzen Kappe auf dem Kopf. Brust, Bauch und Bürzel sind gelb. Oberhalb des Auges befindet sich ein weißer Strich. Der Schnabel ist schlank und gebogen. Die Zunge ist zur Aufnahme von Nektar gespalten, vorn röhrenförmig und mit Hornschuppen bedeckt. Die Geschlechter sehen gleich aus. Die weite Verbreitung hat zur Bildung verschiedener Unterarten geführt. Coereba flaveola caboti von Cozumel vor der Küste Yucatáns hat eine weiße Kehle. Auf Grenada und St. Vincent lebt Coereba flaveola atrata die meistens schwarz sind. Auf der Karibikinsel Tobago lebt die Unterart Coereba flaveola luteola, die eine graue Kehle aufweist. Auf den Bahamas (Grand Bahama und Little Abaco) sowie auf Grand Turk kommt Coereba flaveola bahamensis vor. Bei diesem Vogel sind Wange, Kinn, Kehle und die Flanken weiß.

## Ernährung
Die Vögel ernähren sich von Nektar, Insekten oder saugen den Saft aus Beeren. Sie können nicht wie Kolibris in der Luft stehen, sondern müssen sich zur Nahrungsaufnahme hinsetzen. Schwer zugängliche, schlauchförmige Blüten durchbohren sie mit dem Schnabel von der Seite.

## Fortpflanzung

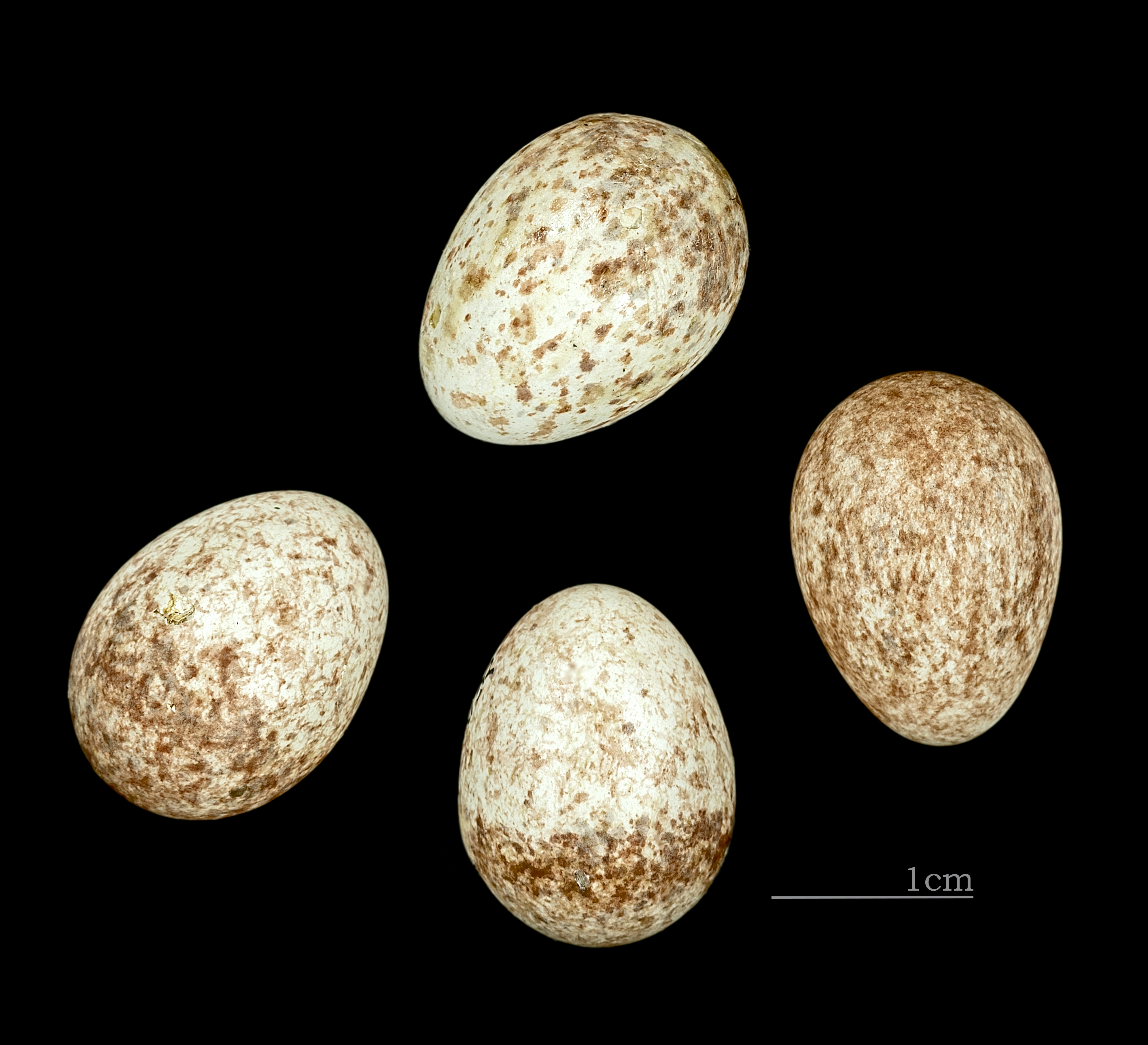
Eier des Zuckervogels

Zuckervögel brüten mindestens zweimal im Jahr. Ihr Nest wird aus Grashalmen errichtet und ist kugelförmig oder oval mit einem Einflugloch an der Seite. Es werden zwei bis drei Eier gelegt. Das Männchen beteiligt sich an der Brutpflege. Es baut für sich noch zusätzlich ein Schlafnest.

## Unterarten

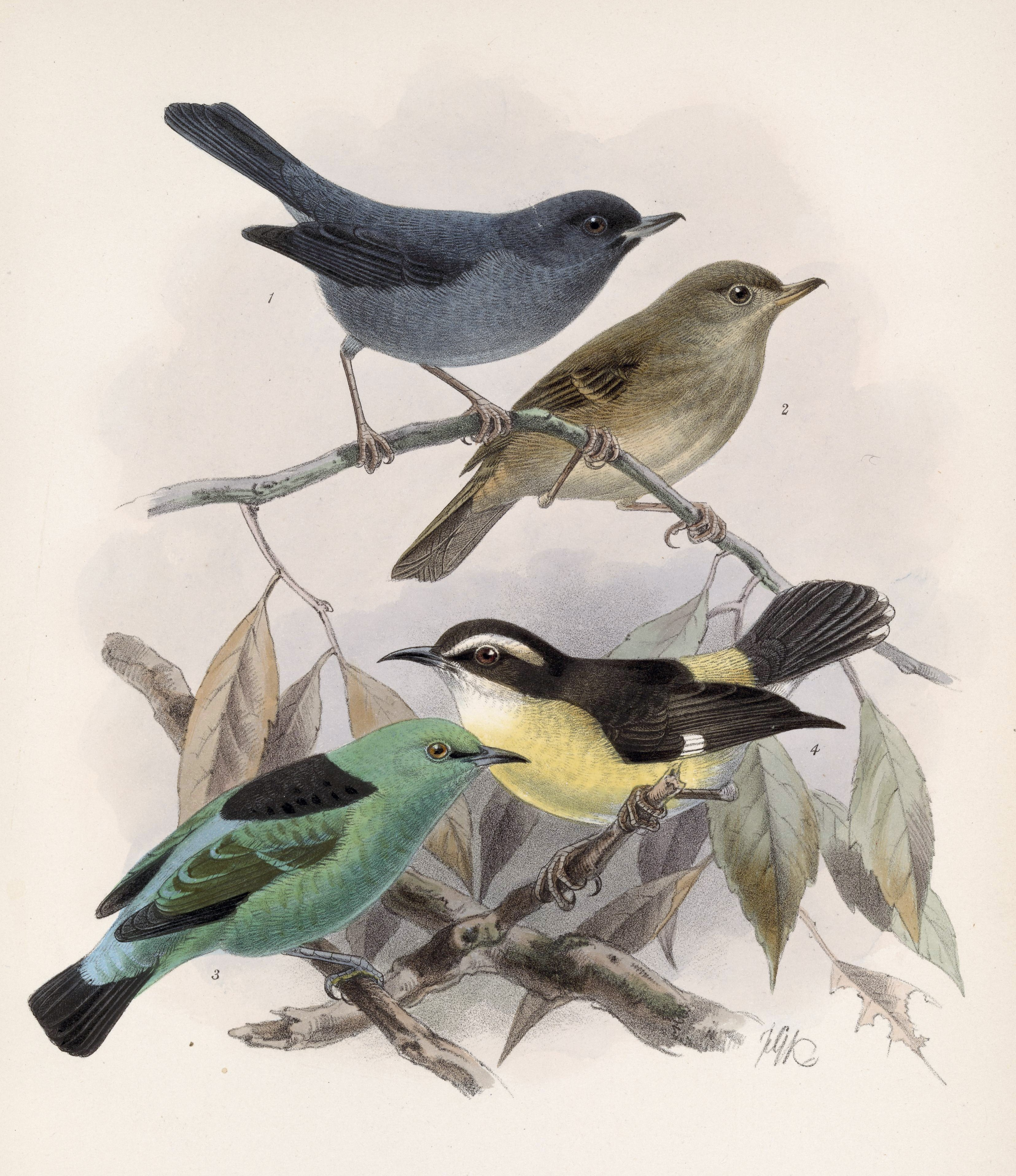
Einfarb-Hakenschnabel, Panamapitpit & Zuckervogel (ssp. C. f. caboti) gemalt von John Gerrard Keulemans

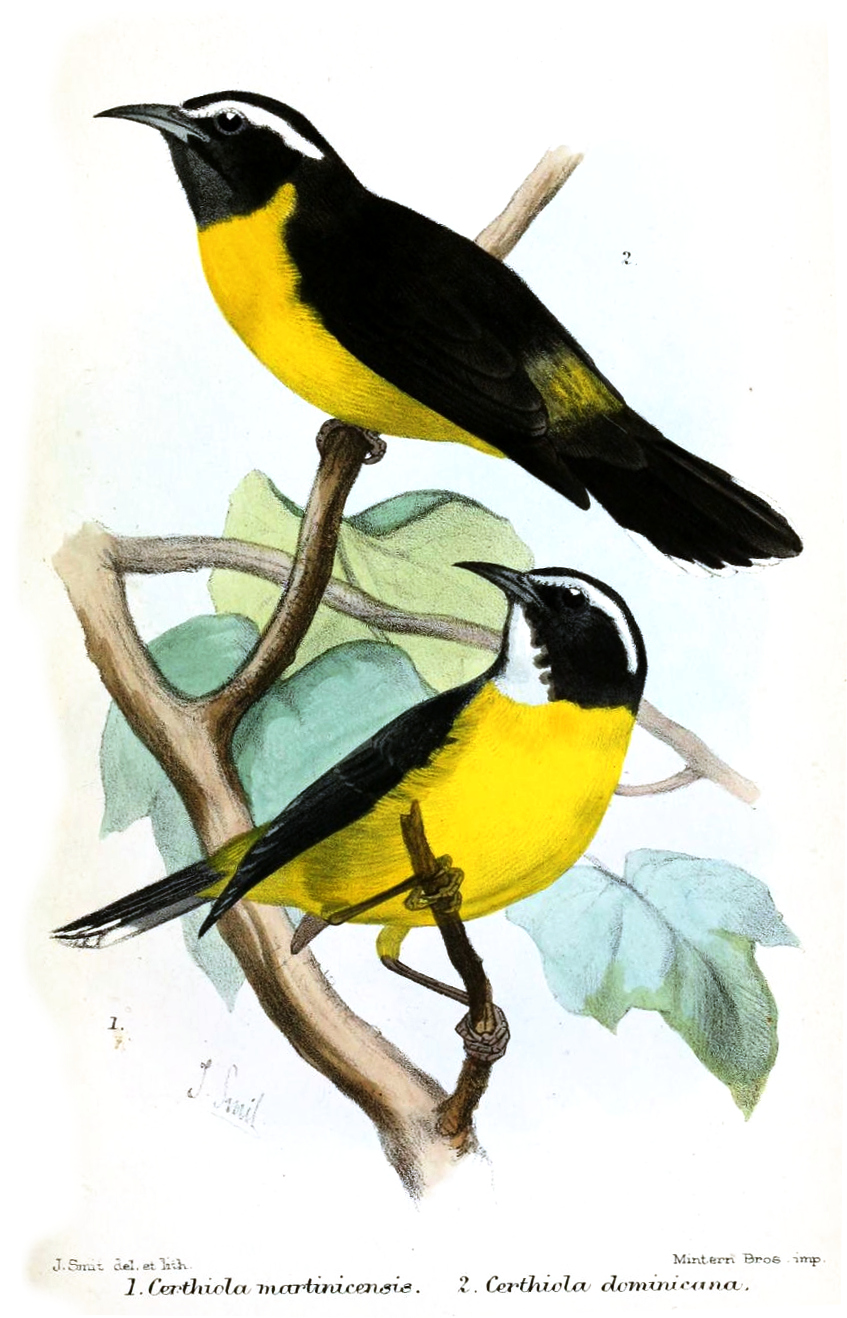
C. f. martinicana & C. f. bartholemica gemalt von Joseph Smit, 1886

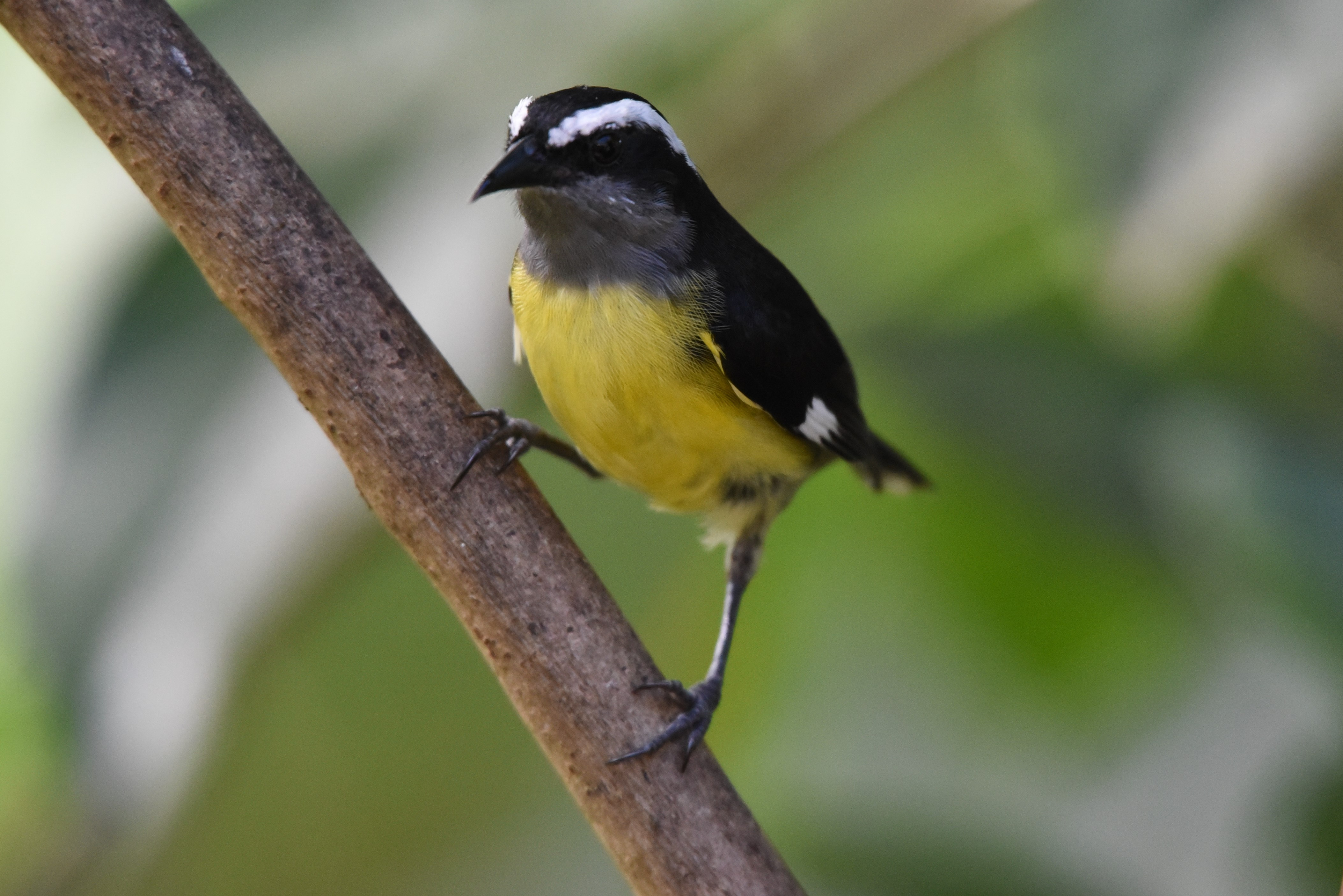
Zuckervogel der Unterart C. f. luteola auf Tobago

Es sind 41 Unterarten des Zuckervogels bekannt. Es handelt sich dabei alphabetisch sortiert um:
- Coereba flaveola alleni Lowe, 1912
- Coereba flaveola aterrima (Lesson, 1830)
- Coereba flaveola atrata (Lawrence, 1878)
- Coereba flaveola bahamensis (Reichenbach, 1853)
- Coereba flaveola bananivora (Gmelin, 1789)
- Coereba flaveola barbadensis (Baird, 1873)
- Coereba flaveola bartholemica (Sparrman, 1788)
- Coereba flaveola bolivari Zimmer & W. H. Phelps, 1946
- Coereba flaveola bonairensis Voous, 1955
- Coereba flaveola caboti (Baird, 1873)
- Coereba flaveola caucae Chapman, 1914
- Coereba flaveola cerinoclunis Bangs, 1901
- Coereba flaveola chloropyga (Cabanis, 1850)
- Coereba flaveola columbiana (Cabanis, 1866)
- Coereba flaveola dispar Zimmer, 1942
- Coereba flaveola ferryi Cory, 1909
- Coereba flaveola flaveola (Linnaeus, 1758)
- Coereba flaveola frailensis Phelps & Phelps, 1946
- Coereba flaveola gorgonae Thayer & Bangs, 1905
- Coereba flaveola guianensis (Cabanis, 1850)
- Coereba flaveola intermedia (Salvadori & Festa, 1899)
- Coereba flaveola laurae Lowe, 1908
- Coereba flaveola lowii Cory, 1909
- Coereba flaveola luteola (Cabanis, 1850)
- Coereba flaveola magnirostris (Taczanowski, 1880)
- Coereba flaveola martinicana (Reichenbach, 1853)
- Coereba flaveola melanornis Phelps & W. H. Phelps Jr, 1954
- Coereba flaveola mexicana (P. L. Sclater, 1857)
- Coereba flaveola minima (Bonaparte, 1854)
- Coereba flaveola montana Lowe, 1912
- Coereba flaveola nectarea Wetmore, 1929
- Coereba flaveola newtoni (Baird, 1873)
- Coereba flaveola oblita Griscom, 1923
- Coereba flaveola obscura Cory, 1913
- Coereba flaveola pacifica Lowe, 1912
- Coereba flaveola portoricensis (H. Bryant, 1866)
- Coereba flaveola roraimae Chapman, 1929
- Coereba flaveola sanctithomae (Sundevall, 1870)
- Coereba flaveola sharpei (Cory, 1886)
- Coereba flaveola tricolor (Ridgway, 1884)
- Coereba flaveola uropygialis Berlepsch, 1892

## Sonstiges
Ein Zuckervogel ist zentral auf dem Siegel der Amerikanischen Jungferninseln abgebildet.